# Newton Aycliffe
Newton Aycliffe ist eine Mittelstadt in der nordostenglischen Unitary Authority County Durham. Die Stadt, die zum Civil Parish Great Aycliffe gehört, hatte beim Zensus 2011 knapp 26.000 Einwohner.

## Geographie
Newton Aycliffe liegt im Nordosten von England etwa 40 Kilometer südlich von Newcastle upon Tyne und knapp über 20 Kilometer westlich von Middlesbrough. Mehr lokaler gesehen liegt die Stadt einige Kilometer nördlich von Darlington und einige Kilometer östlich von Bishop Auckland wenige hundert Meter westlich des River Skerne. Die Stadt selbst ist von ländlichem Raum mit einigen kleinen Dörfern umgeben. Geologisch gesehen wurde die Gegend vor allem von der letzten Eiszeit geprägt. Newton Aycliffe teilt sich dabei grob gesagt in drei Teile auf: im Norden das Stadtzentrum, an das sich im nördlichsten Gebiet der Stadt der Stadtteil Woodham anschließt, im Süden ein großes Industriegebiet namens Aycliffe Industrial Estate und im äußersten Südosten der kleine Stadtteil Aycliffe Village, der im Gegensatz zu Stadtzentrum und Industriegebiet direkt am Ufer des River Skerne liegt. Die Stadt liegt ungefähr 90 Meter über Meereshöhe.
Verwaltungsgeographisch gesehen ist Newton Aycliffe in der Region North East England in der Unitary Authority County Durham zu verorten, welche zur gleichnamigen traditionellen Grafschaft gehört. Lokalpolitisch gesehen ist die Stadt Teil des Civil Parish Great Aycliffe, welches hauptsächlich aus Newton Aycliffe besteht und das häufig mit der Stadt gleichgesetzt wird. Einziger Unterschied bildet das kleine Dörfchen School Aycliffe, dessen nördliche Hälfte außerhalb der Stadtgrenzen, aber innerhalb des Civil Parish liegt. Wahlkreisgeographisch gesehen gehört Newton Aycliffe zum Wahlkreis Sedgefield.

## Geschichte
Im heutigen Stadtgebiet weisen archäologische Funde die Präsenz des Menschen in der Steinzeit und in der Bronzezeit nach. Später verlief durch das heutige Stadtgebiet eventuell eine Straße der Römer. Die Gegend wurde wahrscheinlich in einem größeren Umfang aber etwa 500 v. Chr. besiedelt. Später brachten die Sachsen das Land unter ihr Kontrolle. Ihre Anwesenheit ist durch archäologische Funde in Aycliffe Village ebenfalls belegt. Der Name „Aycliffe“ ist ebenfalls sächsischen Ursprunges und heißt so viel wie „Rodung in einem Eichenwald“. Eine recht wichtige, regionale Rolle spielte dieses kleine Dörfchen nach der Christianisierung. Die Siedlung ist damals als Teil des Einflussgebietes des Klosters Lindisfarne verzeichnet. Im späten 8. Jahrhundert wurden dort zudem zwei regionale Konzile abgehalten. Später hinterließen auch die Normannen in Aycliffe ihre Spuren. Im Hochmittelalter gehörte das Land um Aycliffe Bischöfen, die die dortige Bevölkerung in die Leibeigenschaft gebracht hatten. Ungefähr zum Übergang in die Neuzeit endete aber die Leibeigenschaft in der Gegend. Mit der Industrialisierung und der Anbindung ans Eisenbahnnetz erlebte Aycliffe einen wirtschaftlichen Aufschwung und wurde ein lebendiges Örtchen. Trotzdem beschränkte sich das damalige Aycliffe, dessen Verwaltungseinheit bereits historisch als Great Aycliffe bekannt war, auf den heutigen Stadtteil Aycliffe Village und hatte eher dörflichen Charakter. Im Zweiten Weltkrieg entstand westlich des Dorfes eine große, staatlich geförderte Fabrik, die vor allem Kriegsmunition und -waffen herstellte. Nach dem Krieg schloss zwar die Fabrik, die Politik entschied aber, das ehemalige Fabrikgelände als Industriegebiet auszuweisen. In diesem Gebiet hatte der heutige Industriepark seinen Ursprung. Bereits 1946 arbeiteten über 6.000 Menschen.
Da die Arbeiter auch irgendwo leben mussten, entstanden unter der Federführung von William Henry Beveridge Pläne für den Bau einer Planstadt. Baubeginn war 1947, ab 1948 wurde diese nach und nach belebt. Die neue Stadt mit dem Namen Newton Aycliffe sollte ein lebenswertes und gerechtes Wohnumfeld für die Arbeiter ermöglichen. Die Stadt, deren Bau nur schleppend voranging und die doch immer noch größer werden sollte, war bereits in ihrer Anfangszeit Angriffsziel zahlreicher Kritiker bis hin auf die nationale Ebene. Erst in den 1970ern setzt ein Boom in der Stadt, sowohl in Sachen Bevölkerung als auch in Sachen Wirtschaft und Freizeiteinrichtungen. Nach einer Phase des marginalen Niedergangs in den 1980ern wuchs die Wirtschaft der Stadt in den 1990ern stark an, wovon die Stadt selbst natürlich ebenfalls profitierte. Seit den 1980ern wurden zusätzlich am Nordrand der Planstadt Siedlungen von Eigentumshäusern errichtet. Nachdem der lokale Parlamentsabgeordnete Tony Blair 1997 britischer Ministerpräsident geworden war, rückte die Stadt sporadisch auch ins Interesse der internationalen Öffentlichkeit. Anfang der 2000er wurde vor allem in den Einzelhandel und ins Stadtzentrum investiert, ehe in den 2010ern wieder der Industriepark mit Großarbeitergeben in den Fokus rückte. Heutzutage ist die Stadt regionales Zentrum von South Durham.

## Verkehr
Newton Aycliffe ist durch zwei Haltepunkte der Tees Valley Line im Stadtgebiet – einer im Westen des Stadtzentrums, der andere im Westen des Industriegebiets – ans Eisenbahnnetz angebunden. Am Ostrand des Stadtgebietes verläuft zudem die East Coast Main Line entlang, die dort aber keinen Haltepunkt hat. Zudem ist die Stadt über verschiedene Verbindungsstraßen an die A1 road östlich sowie an die A68 road westlich der Stadt angebunden. Durch Newton Aycliffe selbst verläuft die überregionale A167 road. Daneben ist Newton Aycliffe natürlich auch ans Busnetz angebunden. Neben einigen lokalen Buslinien gibt es Verbindungen bis nach Darlington, Bishop Auckland und Durham.

## Wirtschaft

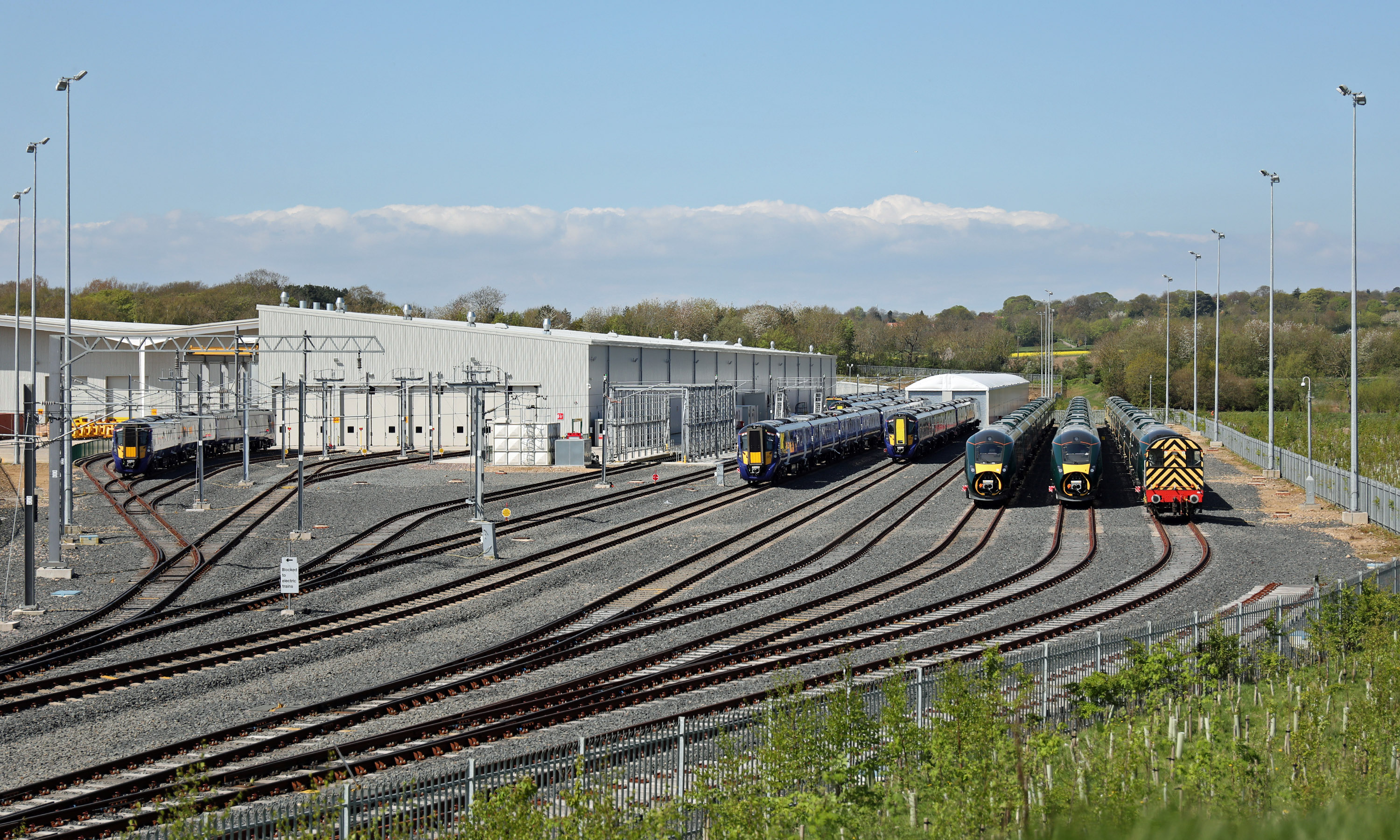
Teile der Hitachi-Fabrik im Industriegebiet von Newton Aycliffe

Newton Aycliffe ist durch sein großes Industriegebiet eine Industriestadt. Das Industriegebiet nimmt mit 4 Quadratkilometern fast die Hälfte des Stadtgebietes ein und ist für die regionale Strukturentwicklung von großer Bedeutung. Wichtiger Arbeitgeber ist eine Fabrik des Unternehmens Hitachi Rail Europe, eine Sparte des Mischkonzernes Hitachi. Ebenfalls spielen Zulieferer eine wichtige Rolle, sowohl für Hitachi als auch für eine Nissanfabrik in Sunderland als auch für weitere Unternehmen. Zu diesen Unternehmen mit vielen Arbeitsplätzen in Newton Aycliffe gehört unter anderem die Gestamp Automoción. Ferner haben auch Husqvarna, Ineos und Ebac im Industriepark Zweigstellen. Zusätzlich gibt es auch zwei Verteilzentren für Supermarktketten, darunter eines für Lidl.
Generell wird politisch gesehen die Wirtschaft in Newton Aycliffe sehr gefördert, unter anderem durch Subventionen und eine gezielte Verbesserung der Standortfaktoren. So siedelte man in den 2010ern in der Stadt das University Technical College South Durham an, um eine Vor-Ort-Ausbildung von Fachkräften zu ermöglichen. Neben dem Industriegebiet gibt es auch in der Planstadt signifikante Wirtschaft, insbesondere ein Einkaufszentrum in der Stadtmitte.  Auch die Royal Mail hat mehrere Niederlassungen im Stadtgebiet. Infrastrukturell gesehen spielen zudem mehrere Freizeiteinrichtungen und -gebiete eine Rolle für die Stadtentwicklung.

## Bildung
Neben dem University Technical College South Durham gibt es in Newton Aycliffe eine Primary School und zwei Secondary Schools.

## Bauwerke
Zehn Gebäude im Stadtgebiet wurden auf die Statutory List of Buildings of Special Architectural or Historic Interest gesetzt, fast alle als Grade II buildings. Neben zwei Objekten am Bahnhaltepunkt am Westrand des Industriegebietes liegen sie in und um den Stadtteil Aycliffe Village. Darunter ist zum Beispiel die dortige St Andrews Church mit einigen Beigaben. Die Kirche ist das Grade I building der Stadt. Das kleine historische Aycliffe Village ist generell als Conservation Area unter besonderem Schutz.

## Söhne und Töchter der Stadt
- Jason Steele (* 1990), Fußballspieler

Persönlichkeiten mit Verbindung nach Newton Aycliffe
- Scott Mann (* im 20. Jahrhundert), Filmregisseur, Drehbuchautor und Filmproduzent, kommt aus Newton Aycliffe, eventuell dort geboren